# Nektarios von Ägina

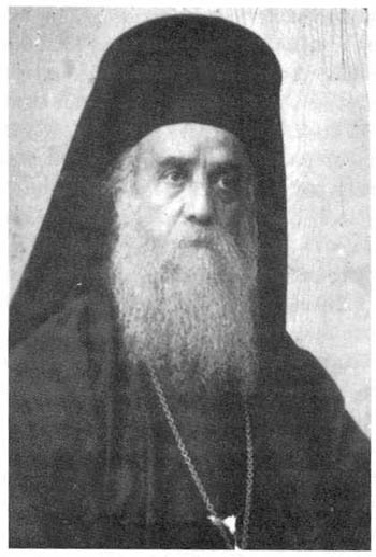
Der heilige Nektarios von der Pentapolis

Nektarios von Ägina, auch Nektarios von der Pentapolis, (* 1. Oktober 1846 in Selymbria, Osmanisches Reich; † 8. November 1920 in Athen) ist ein Heiliger der orthodoxen Kirche. Als sein Festtag wurde der 9. November (ein Tag nach seinem Sterbetag) festgelegt.
Er zog sich nach seiner Pensionierung 1908 in ein Kloster auf der Insel Ägina zurück und verfasste dort zahlreiche Werke. 1905 wurde der von ihm verfasste beliebte griechische Marien-Hymnus Agni Parthene im kleinen Theotokarion abgedruckt.

## Leben
Nektarios wurde am 1. Oktober 1846 in Selymbria (Ostthrakien, heute Silivri in der Türkei) unter dem bürgerlichen Namen Anastasios Kefalas geboren. Anastasios arbeitete zuerst als Lehrer im Dorf Lithi auf Chios, bevor er im Kloster Nea Moni Mönch wurde. Zunächst wurde er Lazaros genannt, doch nach drei Jahren erhielt er den Namen Nektarios.
Nach seinem Theologiestudium in Athen kam er 1885 nach Alexandria in Ägypten und wurde dort am 23. März 1886 zum Priester geweiht. Bereits drei Jahre später wurde er in Kairo in der Kathedrale des Heiligen Nikolaus zum Metropoliten der Pentapolis geweiht. Der Vorwurf, Nektarios strebe nach dem Patriarchenthron, führte dazu, dass er am 11. Juli 1890 aller seiner kirchlichen Pflichten entbunden wurde und er nach Athen zurückkehrte. Er arbeitete als einfacher Prediger in Griechenland, bis er am 8. März 1894 Direktor des Priesterseminars in Athen wurde.
Nach seiner Pensionierung am 7. Dezember 1908 zog sich Nektarios ins Kloster Zoodochos Pighi auf der Insel Ägina zurück. Hier verfasste er zahlreiche Bücher, bis er am 8. November 1920 starb. Er wurde im Klosterhof begraben, und schon bald kamen die ersten Pilger. Am 3. September 1953 wurden seine Gebeine in der Klosterkirche ein zweites Mal beigesetzt, und am 20. April 1961 wurde Nektarios vom Ökumenischen Patriarchen von Konstantinopel heiliggesprochen.

## Veröffentlichungen (alle auf Griechisch)
- Kleines Theotokarion (Θεοτοκάριον μικρόν) (Athen 1905)
- Handbuch für Priester (Athen 1907)
- Historische Studie über das kostbare Kreuz (Athen 1914)
- Studie über die göttlichen Mysterien (Athen 1915)
- Christliche Ethik